# Naturalització
|  | Aquest article tracta sobre l'adquisició de nacionalitat. Si cerqueu l'adaptació d'organismes vius a territoris no autòctons, vegeu «Naturalització (biologia)». |

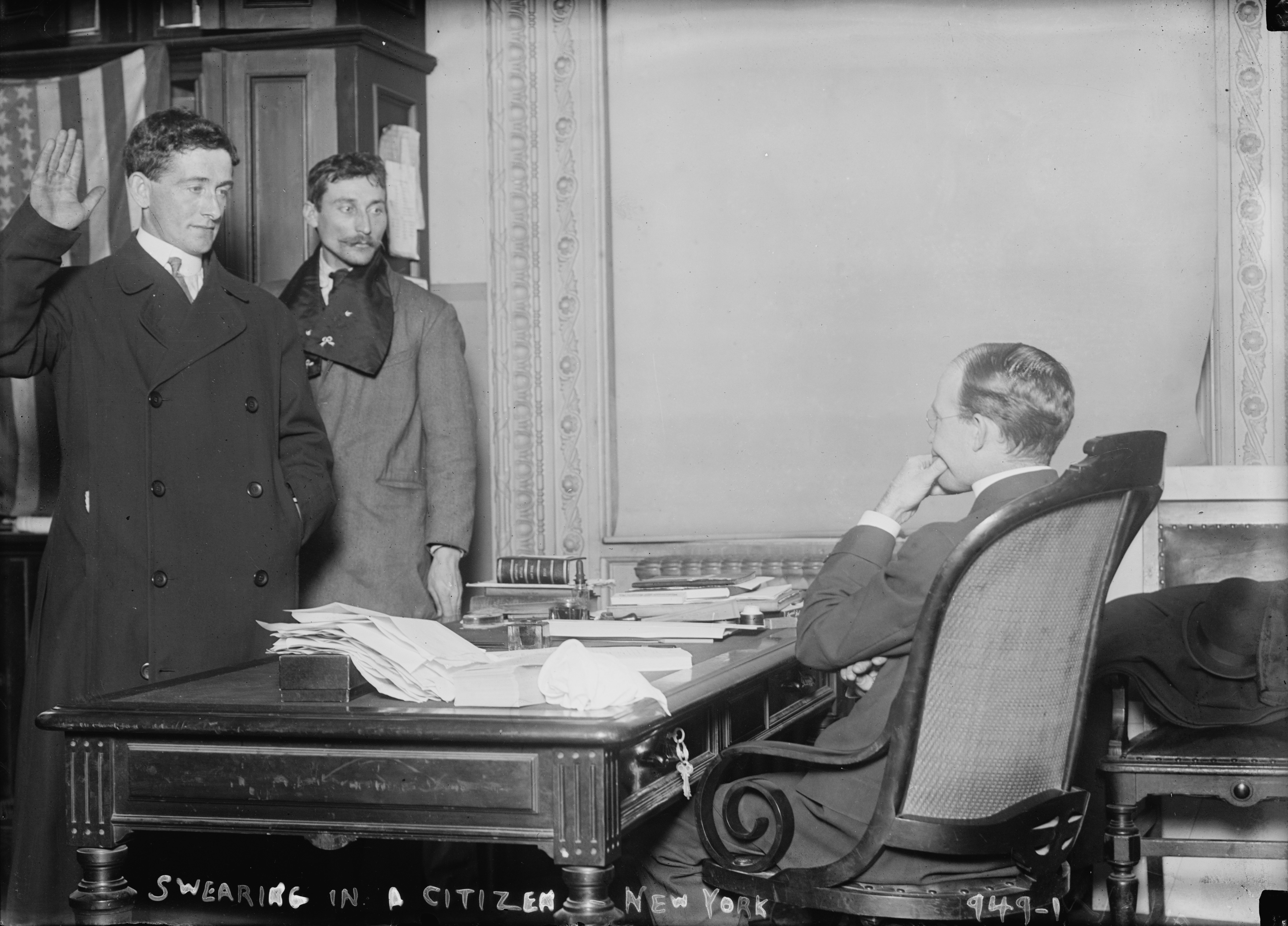
Jurament d'un naturalitzat estatunidenc a Nova York

La naturalització és l'adquisició de la ciutadania o nacionalitat d'un estat en específic per una persona que no n'era ciutadà al moment del seu naixement. La naturalització es realitza mitjançant una declaració voluntària de l'adquirent i una autorització de l'autoritat de l'estat i s'atorga ja sigui de manera discrecional o subjecta a diversos requeriments, entre els quals, la residència de l'estranger per un període mínim de temps en el territori de l'estat, és el fonament. Alguns estats requereixen que un nacional naturalitzat renunciï a qualsevol altra ciutadania que ostenti prohibint així la doble ciutadania.
L'adquisició de la nacionalitat o ciutadania per naturalització difereix, és clar, de la nacionalitat adquirida al naixement, ja sigui per ius soli (dret de sòl, és a dir, nacionalitat per haver nascut en el territori de l'estat, sense importar la nacionalitat dels pares), o per ius sanguinis (dret de sang, és a dir, nacionalitat derivada de la nacionalitat dels pares, sense importar el territori de naixement). La naturalització es pot realitzar per residència o per carta de naturalització. L'adquisició de la nacionalitat per carta de naturalització difereix de la nacionalitat automàtica per opció—sovint adquirida mitjançant ius sanguinis per persones que en néixer ostentaven una altra nacionalitat—, ja que l'estat té la llibertat d'acceptar o no la sol·licitud de l'aspirant estranger.
Per altra banda, l'adquisició de la nacionalitat per residència és més senzilla, tot i que en la majoria dels estats que l'atorguen cal la residència legal, continuada i immediata a la petició. Alguns estats afegeixen altres requeriments, com ara, ser capaços d'escriure, llegir i parlar la llengua de l'estat i obeir, sostenir i/o defensar les lleis o la constitució.